# Prix du Syndicat Français de la Critique/Bester ausländischer Film
Der Prix du Syndicat Français de la Critique in der Kategorie Bester ausländischer Film (französisch Meilleur film étranger) ist ein Filmpreis der von einer Jury aus Mitgliedern des Syndicat Français de la Critique de Cinéma et des Films de Télévision jährlich vergeben wird. 
Die Auszeichnung wurde ursprünglich im Jahr 1967 zu Ehren des französischen Filmkritikers Léon Moussinac (1890–1964) als Prix Léon Moussinac eingeführt.
Am häufigsten wurden Werke von Federico Fellini, Krzysztof Kieślowski und Ken Loach ausgezeichnet (je drei Siege). Regisseure aus dem deutschen Kino waren erstmals 1976 erfolgreich, als Aguirre, der Zorn Gottes von Werner Herzog prämiert wurde. Diesem folgten Wim Wenders (Paris, Texas, 1985; Der Himmel über Berlin, 1988), Percy Adlon (Out of Rosenheim, 1989) und Florian Henckel von Donnersmarck (Das Leben der Anderen, 2008).
| Jahr | Originaltitel                                   | Deutscher Titel                                 | Regie                                       |
| ---- | ----------------------------------------------- | ----------------------------------------------- | ------------------------------------------- |
| 1967 | El ángel exterminador                           | Der Würgeengel                                  | Luis Buñuel                                 |
| 1968 | Blowup                                          | Blow Up                                         | Michelangelo Antonioni                      |
| 1969 | Csillagosok, Katonák                            | Sterne an den Mützen                            | Miklós Jancsó                               |
| 1970 | Rosemary’s Baby                                 | Rosemaries Baby                                 | Roman Polański                              |
| 1971 | Андрей Рублёв                                   | Andrej Rubljow                                  | Andrei Tarkowski                            |
| 1972 | Morte a Venezia                                 | Tod in Venedig                                  | Luchino Visconti                            |
| 1973 | Roma                                            | Fellinis Roma                                   | Federico Fellini                            |
| 1974 | Family Life                                     | Family Life                                     | Ken Loach                                   |
| 1975 | Amarcord                                        | Amarcord                                        | Federico Fellini                            |
| 1976 | Aguirre, der Zorn Gottes                        | Aguirre, der Zorn Gottes                        | Werner Herzog                               |
| 1977 | Cría cuervos                                    | Züchte Raben…                                   | Carlos Saura                                |
| 1978 | Дерсу Узала (Dersu Usala)                       | Uzala, der Kirgise                              | Akira Kurosawa                              |
| 1979 | L’albero degli zoccoli                          | Der Holzschuhbaum                               | Ermanno Olmi                                |
| 1980 | Prova d’orchestra                               | Orchesterprobe                                  | Federico Fellini                            |
| 1981 | Cristo si è fermato a Eboli                     | Christus kam nur bis Eboli                      | Francesco Rosi                              |
| 1982 | Elephant Man                                    | Der Elefantenmensch                             | David Lynch                                 |
| 1983 | La notte di San Lorenzo                         | Die Nacht von San Lorenzo                       | Paolo Taviani Vittorio Taviani              |
| 1983 | Yol                                             | Yol – Der Weg                                   | Şerif Gören                                 |
| 1984 | Fanny och Alexander                             | Fanny und Alexander                             | Ingmar Bergman                              |
| 1985 | Paris, Texas                                    | Paris, Texas                                    | Wim Wenders                                 |
| 1986 | The Purple Rose of Cairo                        | The Purple Rose of Cairo                        | Woody Allen                                 |
| 1987 | Hannah and Her Sisters                          | Hannah und ihre Schwestern                      | Woody Allen                                 |
| 1988 | Der Himmel über Berlin                          | Der Himmel über Berlin                          | Wim Wenders                                 |
| 1989 | Out of Rosenheim                                | Out of Rosenheim                                | Percy Adlon                                 |
| 1989 | The Dead                                        | The Dead – Die Toten                            | John Huston                                 |
| 1990 | Krótki film o zabijaniu                         | Ein kurzer Film über das Töten                  | Krzysztof Kieślowski                        |
| 1991 | Dekalog                                         | Dekalog                                         | Krzysztof Kieślowski                        |
| 1992 | La double vie de Véronique                      | Die zwei Leben der Veronika                     | Krzysztof Kieślowski                        |
| 1993 | C’est arrivé près de chez vous                  | Mann beißt Hund                                 | Rémy Belvaux André Bonzel Benoît Poelvoorde |
| 1993 | 秋菊打官司 (Qiū Jú dǎ guānsi)                   | Die Geschichte der Qiu Ju                       | Zhang Yimou                                 |
| 1994 | Raining Stones                                  | Raining Stones                                  | Ken Loach                                   |
| 1995 | Exotica                                         | Exotica                                         | Atom Egoyan                                 |
| 1996 | Το βλέμμα του Οδυσσέα (To Vlemma tou Odyssea)   | Der Blick des Odysseus                          | Theo Angelopoulos                           |
| 1996 | Land and Freedom                                | Land and Freedom                                | Ken Loach                                   |
| 1997 | Secrets & Lies                                  | Lügen und Geheimnisse                           | Mike Leigh                                  |
| 1998 | はなび (Hana-bi)                                | Hana-Bi                                         | Takeshi Kitano                              |
| 1999 | La vita è bella                                 | Das Leben ist schön                             | Roberto Benigni                             |
| 2000 | Eyes Wide Shut                                  | Eyes Wide Shut                                  | Stanley Kubrick                             |
| 2001 | 一一 (Yī Yī)                                    | Yi Yi – A One and a Two                         | Edward Yang                                 |
| 2002 | Ničija zemlja                                   | No Man’s Land                                   | Danis Tanović                               |
| 2003 | Hable con ella                                  | Sprich mit ihr                                  | Pedro Almodóvar                             |
| 2004 | Elephant                                        | Elephant                                        | Gus Van Sant                                |
| 2005 | Lost in Translation                             | Lost in Translation                             | Sofia Coppola                               |
| 2006 | A History of Violence                           | A History of Violence                           | David Cronenberg                            |
| 2007 | Volver                                          | Volver – Zurückkehren                           | Pedro Almodóvar                             |
| 2008 | Das Leben der Anderen                           | Das Leben der Anderen                           | Florian Henckel von Donnersmarck            |
| 2009 | There Will Be Blood                             | There Will Be Blood                             | Paul Thomas Anderson                        |
| 2010 | Das weiße Band – Eine deutsche Kindergeschichte | Das weiße Band – Eine deutsche Kindergeschichte | Michael Haneke                              |
| 2011 | Another Year                                    | Another Year                                    | Mike Leigh                                  |
| 2012 | Melancholia                                     | Melancholia                                     | Lars von Trier                              |
| 2013 | Tabu                                            | Tabu – Eine Geschichte von Liebe und Schuld     | Miguel Gomes                                |
| 2014 | 天注定 (Tian zhu ding)                          | A Touch of Sin                                  | Jia Zhangke                                 |
| 2015 | Kış Uykusu                                      | Winterschlaf                                    | Nuri Bilge Ceylan                           |
| 2016 | Saul fia                                        | Son of Saul                                     | László Nemes                                |
| 2017 | Aquarius                                        | Aquarius                                        | Kleber Mendonça Filho                       |
| 2018 | Нелюбовь (Neljubow)                             | Loveless                                        | Andrei Petrowitsch Swjaginzew               |
| 2019 | Phantom Thread                                  | Der seidene Faden                               | Paul Thomas Anderson                        |
| 2020 | Parasite                                        | Parasite                                        | Bong Joon-ho                                |
| 2021 | Druk                                            | Der Rausch                                      | Thomas Vinterberg                           |
| 2022 | ドライブ・マイ・カ (Doraibu mai kā)             | Drive My Car                                    | Ryūsuke Hamaguchi                           |